# Завадський Норберт Болеславович
Но́рберт Болесла́вович Зава́дський (нар. 6 червня 1862, с. Залуччя, Орининська волость, Кам'янець-Подільський повіт, Подільська губернія, Російська імперія — пом. 1943, Саратов, Російська РФСР, СРСР) — фізик.

## Життєпис

### Походження
Норберт Болеславович Завадський народився 6 червня 1862 року в селі Залуччя Орининської волості Кам'янець-Подільського повіту Подільської губернії Російської імперії (нині — село Подоляни Кам'янець-Подільського району Хмельницької області України) в сім'ї дворянина Болеслава Францовича Завадського. Про діда Франца Завадського Норберт згадував :
| «Мій дід був поміщиком. Я пам'ятаю його досить чітко. Він писав вірші, оповідання, був у дружбі із селянами. До нього зверталися по найрізноманітнішу допомогу — аж до медичної. Йшли від нього завжди веселіші, ніж приходили. Бабуся була іншого норову та, наскільки можу судити зі спогадів, не любила селян, навіть зневажала їх, як і дідуся разом із ними, називаючи його мужиком, і пророкувала йому спустошення. Дід разом зі мною відвідував старих селян, розмовляв із ними про їхні та свої справи. Мені ж розповідати про наші візити забороняв». |
Батько Болеслав Завадський закінчив всього п'ять класів гімназії і, не бажаючи далі вчитися, став хазяйнувати в маєтку свого батька. Одружився з бідною гувернанткою, що викликало сильне невдоволення його матері (бабусі Норберта). Далі Болеслав Францович найнявся управляти маєтком сусіднього поміщика. Після смерті батьків він повернувся в їхній маєток. Болеслав Завадський мав велику схильність до ремесел, особливо до лимарства та виготовлення валіз, продажем яких поповнював свій бюджет.
Батьків брат був доцентом Київського Імператорського Університету Святого Володимира, помер молодим від сухот.

### Навчання
Норберт рано навчився читати. Маючи слабке серце, хлопець мало розважався та бігав, а здебільшого сидів над книгами з математики та фізики, до яких мав особливу пристрасть. Оскільки він робив великі успіхи в самоосвіті, то батьки стали запрошувати вчителів додому. Так хлопець здобув непогану домашню освіту.
Норберт також захопився слюсарною та столярною справою, майстрував іграшки сестрі, а собі — фізичні прилади. Помітивши схильність сина до ремесла, батько вирішив, що Норберт стане ремісником, тож не став віддавати його до шлоли.
Коли Норбертові виповнилося 12 років, батько відвіз його до бабусі (по лінії матері) у Краків і влаштував учнем слюсаря Гржиба. Про перебування у Кракові Норберт згадував:
| «Проживши рік у бабусі, я дуже засумував за батьківщиною, за рідним краєм. Від цієї туги сильно захворів, і лікарі сказали, що мене необхідно повернути на батьківщину, бо інакше я невдовзі помру. Мене повернули в село, де я знову вивчав математику, фізику, майстрував». |
1877 року Норберт став викладачем математики та малювання в приватному пансіоні пані Лясковської в Кам'янці-Подільському. Навчався на землемірно-токсаторських курсах, вступив до четвертого класу Кам'янець-Подільської гімназії, 1884 року, в шостому класі, склав іспити на атестат .
Далі в Одесі закінчив фізико-математичний факультет Імператорського Новоросійського університету. 1889 року захистив кандидатську дисертацію з фізики.
Стажувався в університетах Німеччини та Франції.

### Трудова діяльність
Повернувшись із стажування, Завадський шість років працював у Імператорському Новоросійському університеті. Хоч Норберт Болеславович мав авторитет серед студентів, але через політичну неблагонадійність його не затверджували на штатній посаді.
Коли Завадському надійшла пропозиція організувати в Читі ремісниче училище, він погодився без вагань. Саме тоді його батько зовсім збіднів, виробництво та продаж валіз зазнало комерційного краху. Тож, продавши маєток, разом із сином вирушив до Сибіру. Незважаючи на плідну роботу з організації та облаштування училища, місцеве губернське начальство недолюблювало Завадського, знаючи про його політичні погляди, і вважало Норберта Болеславовича потенційно небезпечним. Ситуація стала критичною після того, як він найняв на будівельні роботи місцевих політичних засланців. Завдяки «старанням» губернатора, Завадський змушений був виїхати в Ташкент на посаду викладача реального училища.

Норберт Завадський з учнями

1900 року Норбертові Болеславовичу несподівано запропонували організувати при ремісничому училищі імені цесаревича Миколая в Санкт-Петербурзі оптико-механічну та годинникову школу. Завдячуючи його досвіду організаторської роботи, школа відкрилася вже через два роки. За короткий час її було обладнано за останнім словом тодішньої оптико-механічної індустрії. Очолювана директором Завадським, школа мала статус і репутацію серйозного навчального закладу, який безпосередньо підпорядковувався Міністерству торгівлі та промисловості Російської імперії.
Після перевороту 1917 року заклад не припиняв навчальної та дослідницької роботи і підлягав Народному комісаріату освіти РРФСР. Зважаючи на хорошу навчальну базу та викладацький склад, 1927 року школу перетворили на Технічне училище, 1931 року — технікум підвищеного типу. 1936 року на його базі виріс Ленінградський інститут точної механіки та оптики, який випускав сотні фахівців для цієї галузі. Незмінним директором цих закладів був Норберт Завадський.
Із початком німецько-радянської війни більшу частину інституту евакуювали на схід. Невелику групу викладачів і студентів, що залишилися в блокадному Ленінграді, очолив 79-річний Завадський. Вони ремонтували та виготовляли оптичні приціли для гармат і снайперських гвинтівок, навігаційні прилади для літаків, доглядали за прожекторами протиповітряної оборони.